# Magrauas
Magrauas (em berbere: ⵉⵎⴻⵖⵔⵡⴻⵏ; romaniz.: imeghrawen; em francês: Maghraouas; em árabe: مغراويون; romaniz.: Maghrawas) foram uma grande confederação de tribos berberes que formou o ramo mais poderoso dos zenetas. Surgiram em territórios da atual Argélia e governaram esses territórios em nome do Califado de Córdova omíada do fim do século X à primeira metade do século XI.

## História

### Origens

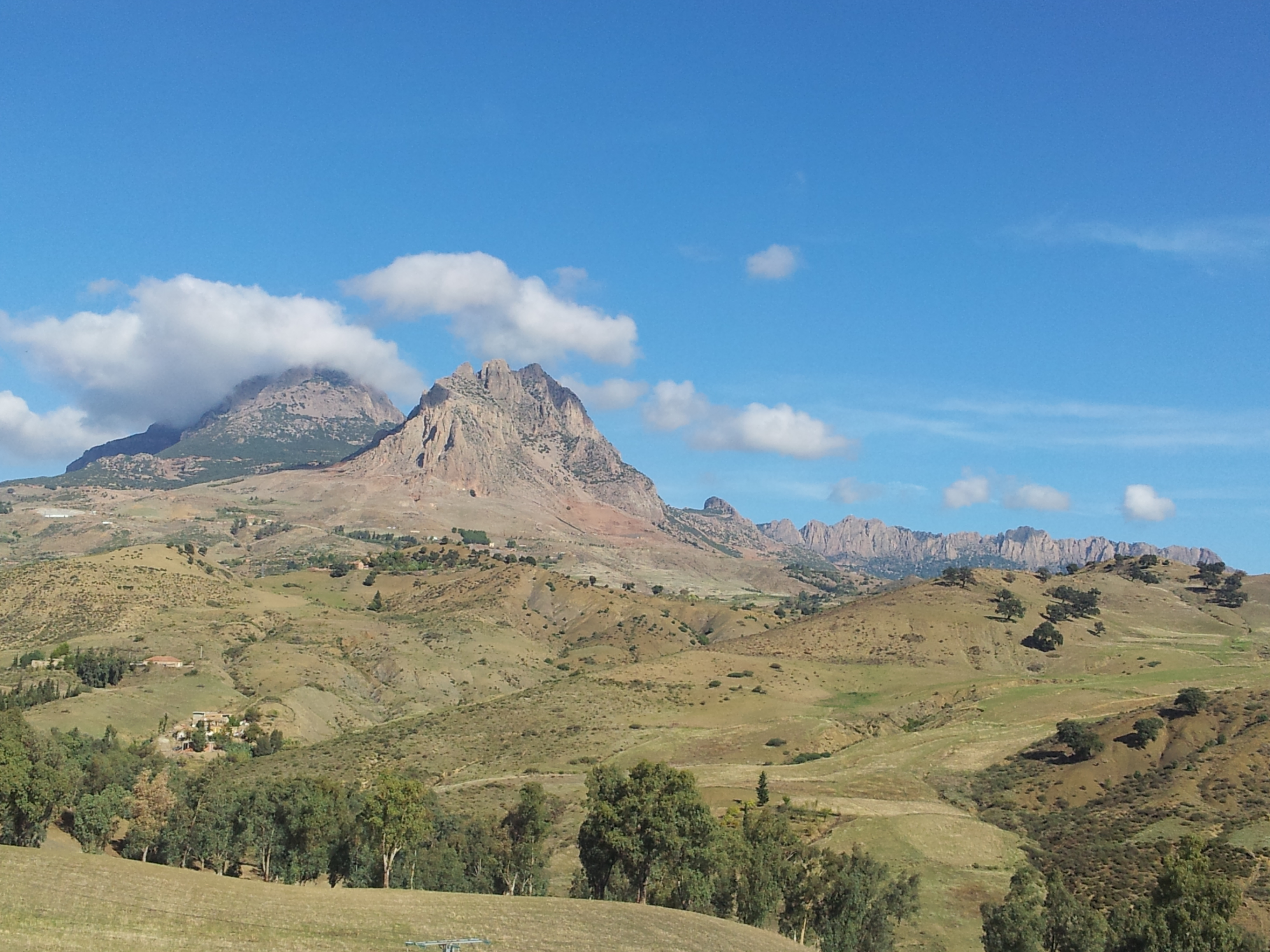
Monte Uarsenis

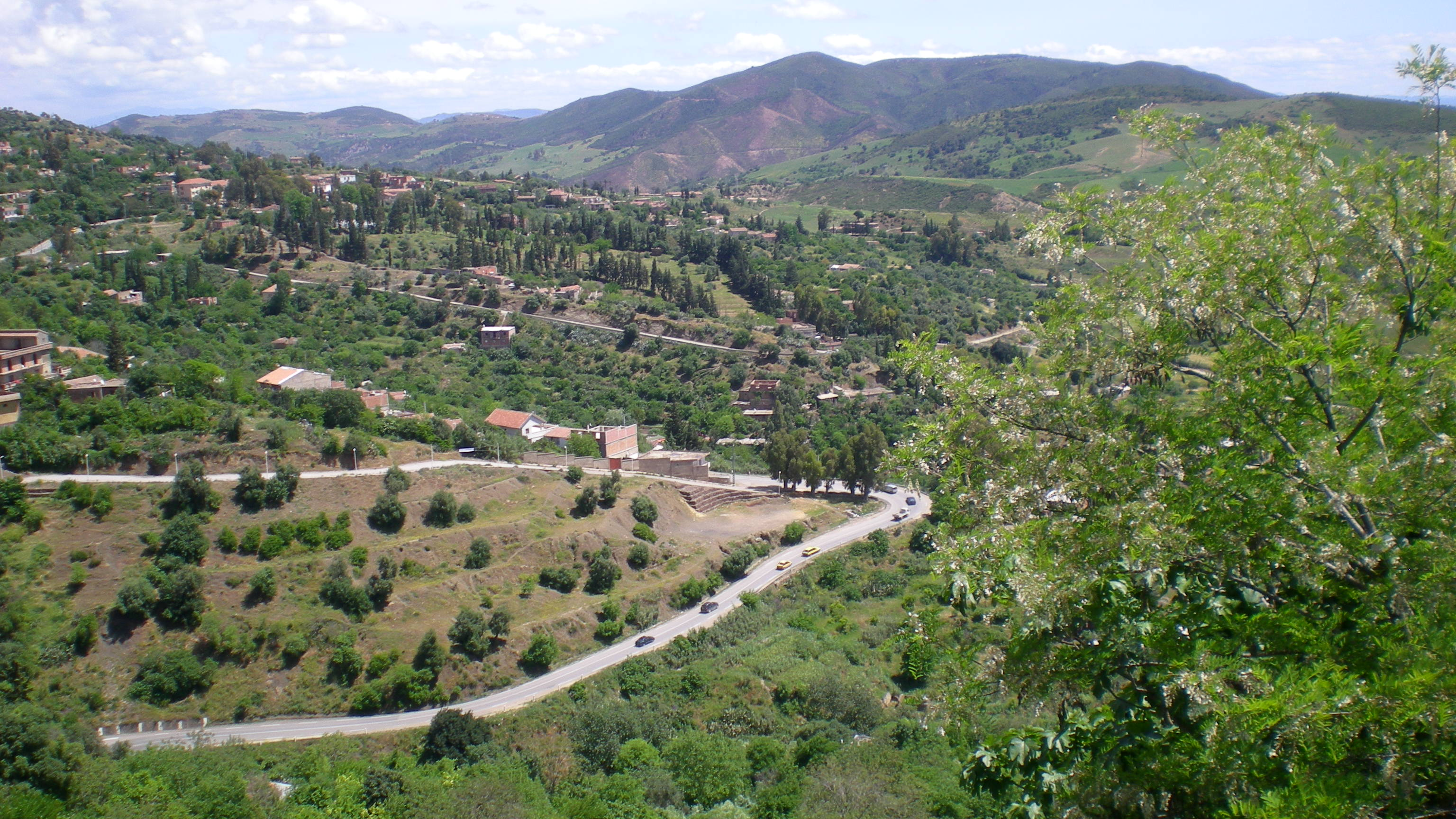
Monte Zacar na região de Miliana

Suas origens, reais ou imaginárias, foram traçadas por genealogistas berberes medievais na figura do epônimo Magrau. A partir das fontes berberes e árabes utilizadas por ibne Caldune para escrever sua História dos Berberes é possível indicar que surgiram perto do Chelife, na porção noroeste da atual Argélia, limitados ao norte pelo Mediterrâneo, ao sul pelo Uarsenis e a oeste por Tremecém. Leão, o Africano, em sua Descrição da África de 1525-1526, afirmou que o "Monte Magraua" se estendeu por distância de cerca de 64 quilômetros próximo a cidade de Mostaganém. Os magrauas legaram seu nome ao cabo Magraua situado a 104 quilômetros a leste de Mostaganém e 56 quilômetros a oeste de Tenés e segundo Abulféda (1273–1331), Mostaganém servia como porte magraua. Os magrauas viveram um vida nômade, mas também mantiveram (ao menos nos séculos XIII-XIV) assentamentos fixos e fortalezas. Nos séculos X-XI, alguns grupos da confederação se espalharam pelo norte da África, do atual Marrocos no oeste à Tripolitânia no leste.
Segundo ibne Caldune e suas fontes, os magrauas já existiam imediatamente antes da conquista muçulmana do Magrebe, talvez na primeira metade do século VII, se não antes, junto de outros dois grupos zenetas, os jarauas aos quais a famosa Caina pertenceu, e os ifrânidas. É possível, considerando a ideia de J. Desanges, que fossem os mauros macurebos citados por Plínio e Ptolomeu, e que segundo o último viviam na zona costeira situada entre Zacar e a Grande Cabília, na província romana da Mauritânia. Ptolomeu identificou outro grupo macurebo vivendo junto aos povos da Líbia Interior, ao sul da Barbária, no curso médio do Drá. É possível que sejam os magrauas citados nos séculos X-XI nas imediações de Sijilmassa e que fundaram um reino centrado na cidade. Segundo ibne Abdalbar (m. 1070), os magrauas chegaram ao Norte da África na Antiguidade e se estabeleceram na fronteira da Ifríquia, junto ao Magrebe, enquanto a região tradicional deles na Idade Média (o território do Chelife) era domínio de Ajana, pai de Zeneta.
Segundo ibne Caldune, eram ligados aos ifrânidas e jarauas, mas também com os Banu Irniane. É possível que sua genealogia estivesse conectada aos grupos leuatas, sobretudo os sadratas. Genealogistas medievais indicaram vários clãs que os compunham: Banu Uanzamar, Banu Zandaje, Banu Zajaque, Banu Izmarti, Banu Saíde, Banu Uarcifane, Banu Ilite, Banu Sinjas, Banu Riga, Banu Laguate e Banu Uarra. Ibraim ibne Abedalá indicou que os Sinjas, Riga, Laguate e Uarra faziam parte de outro ramo da família zeneta, enquanto ibne Haucal, em sua lista de tribos berberes compilada em 976-977, citou os Sanjas, Uarcifane e Zandaje entre as tribos zenetas não ligadas aos magrauas. Ainda, outros genealogistas citados por ibne Caldune citaram os Uarcifane e Zandaje, mas sem indicar seu pertencimento à confederação magraua.

### De omíadas a idríssidas

Reino Rustâmida e Estados vizinhos no século X. Os rustâmidas controlavam substanciais porções do Magrebe Central e estiveram em conflito constante com o Emirado Aglábida da Ifríquia e o Califado Idríssida do Magrebe Ocidental

Califado Idríssida e vizinhos no Magrebe Ocidental

Novamente segundo ibne Caldune, os romanos impuseram o cristianismo aos magrauas, jarauas e ifrânidas. Depois, provavelmente no fim do século VII e começo do VIII, os magrauas se converteram ao islã sem dificuldade. Eram governados à época por uma antiga e poderosa dinastia, depois conhecida como Banu Cazar em homenagem a Cazar ibne Hafes. Ibne Caldune forneceu uma lista muita parcial em sua História dos Berberes dos príncipes da família que governaram os magrauas no Magrebe Central, Fez, Sijilmassa e Tripolitânia. Outra lista menos completa de emires, cuja origem remonta a Cazar ibne Hafes, foi produzida por Abu Zacarias Ali ibne Caldune (século XIV) em sua história dos Abdaluádidas. Segundo as listas, Sulate ibne Uanzamar foi contemporâneo e cliente do califa Otomão (r. 644–656) e após converter-se ao islamismo foi nomeado chefe dos magrauas. Ao falecer, foi sucedido por seu filho Hafes (primeira metade do século VII), que em seu tempo tornar-se-ia senhor de outros grupos zenetas. Sob seu filho Cazar (primeira metade do século VIII), os magrauas aumentaram ainda mais seu poder às custas da revolta carijita no Magrebe Ocidental liderada por Meicera (739–740) e o consequente enfraquecimento dos governadores árabes omíadas de Cairuão, estendendo sua autoridade sobre todos os nômades zenetas do Magrebe Central, exceto os ifrânidas de Tremecém. Não se sabe se os magrauas se envolveram na revolta, mas é possível, pois o magraua Nade ibne Acim foi nomeado governador pelo imame ibadita de Tierte Abdal Uabe ibne Abderramão ibne Rustum (r. 784–823) e vários magrauas são listados como pertencendo à seita ibadita no Kitab al-Siyar de Axamaqui (século XVI) e numa lista de xeiques ibaditas zenetas compilada na Barbária no século XIII.
Sob Maomé ibne Cazar fizeram guerra com os ifrânidas, capturando Tremecém em cerca de 788/789. Maomé era contemporâneo do califa Idris I (r. 788–791), que formou o Califado Idríssida no Magrebe Ocidental (788/789) e invadiu o Magrebe Central (789–791), aceitando a submissão dos magrauas de Maomé e a rendição do território do Chelife e a cidade de Tremecém, que tornar-se-ia capital de um principado idríssida independente. Mais tarde, Maomé ajudou Idris a conquistar todas as províncias do Califado Abássida no Magrebe Central e em 812-813, jurou lealdade a Idris II (r. 791–828).[a] À época, os magrauas continuarem em posse das planícies do Magrebe Central, bem como o país em torno de Tremecém, que compartilharam com os ifrânidas. Por todo o século IX, ainda eram vassalos do Califado Idríssida, tendo sido talvez nesse que fundaram, segundo ibne Hamade, a Almedina dos Banu Cazar (Madinat Bani Khazar) numa planície árida do Magrebe Central, mas cuja localização exata é desconhecida.